# Meloe lefevrei
Meloe lefevrei là một loài bọ cánh cứng trong họ Meloidae. Loài này được Guérin-Méneville miêu tả khoa học năm 1849.